# Mireya Bravo
Mireya Bravo Guzmán (Alhaurín de la Torre, Málaga, 25 de junio de 1997) es una cantante y modelo española. Empezó a ganar notoriedad a finales de 2014 con su participación en la octava edición del concurso de talentos andaluz Se llama copla. Aunque su salto a la fama llegó unos años más tarde, a finales de 2017, al participar en la novena temporada de Operación Triunfo. En junio de 2018, junto con la discográfica Pep's Music, anexa de Universal Music, publicó su primer sencillo «Corazón vendío», preludio de su primer álbum de estudio Tu reflejo, compuesto de once canciones. Posteriormente, tras un parón en su carrera, en julio de 2020, y ya en solitario lanza su sencillo «Cuándo tú te vas».

## Carrera

### Comienzos
Mireya Bravo Guzmán nació en Alhaurín de la Torre, es hija de Salvador Bravo y de María del Carmen Guzmán. Desde pequeña, Mireya estuvo vinculada a la música, participando en 2002, en su primer escenario en el Ciclo de Cine y Copla de Torremolinos, a lo que le siguieron otros como el Certamen de Colpa de Álora o el de Monda. Además, comenzó a participar en la pequeña pantalla en programas como Menuda noche, Bravo por la tarde o Veo, veo de Canal Sur.

### Se llama copla
En septiembre de 2014 se presentó a las audiciones del concurso de talentos andaluz Se llama copla que emitía Canal Sur, Bravo quedó en la novena posición de diecisiete concursantes, siendo eliminada en la segunda fase tras haber sido repescada anteriormente. Bravo pudo mostrar su voz cantando famosas canciones como «Bossanova junto a ti», «Esta pena mía» o «Embruja por tu querer».

### Operación Triunfo2017
En 2017, Bravo se presentó a las audiciones de la novena temporada de Operación Triunfo, programa que volvía a Televisión Española después de seis años sin emisión. En octubre fue seleccionada para entrar en la academia defendiendo en directo, durante la primera gala de la edición, «Hoy» de India Martínez. Durante la edición destacó su versión de «Cuando nadie me ve» de Alejandro Sanz, «Ni un paso atrás» de Malú o «Madre Tierra (Oye)» de Chayanne, junto a su compañero Ricky Merino. Finalmente Bravo sería la sexta expulsada por un 47 % de los votos, frente al 53 % de su compañero Cepeda. Una vez finalizado el concurso, los dieciséis participantes de la edición iniciaron una gira de veinticinco conciertos por toda España, entre febrero y diciembre de 2018, en lugares como el estadio Santiago Bernabéu, ante 60 000 personas, o tres veces en el Palau Sant Jordi, ante un total de 51 000 personas. Durante los conciertos interpretó canciones corales junto a los demás concursantes, «Ni un paso atrás» en solitario, y «Madre Tierra (Oye)» de Chayanne en dúo junto a su compañero Ricky Merino.

### 2018-presente
Tras su paso por Operación Triunfo, Bravo firma con Universal Music para lanzar su carrera como cantante, lanzando su primer álbum de estudio, Tu reflejo, bajo la marca de Pep's Group Music, anexa a Universal Music, en junio de 2018 junto con su primer sencillo, «Corazón vendío». Tu reflejo alcanzó el segundo lugar en listas de ventas españolas, rápidamente fue el primer lugar en la lista de iTunes.En agosto de ese año participó en el festival Coca Cola Music Experience on The Beach. En septiembre de ese mismo año, Bravo junto con Pep's Music lanzaba el segundo vídeo musical de su álbum, «Mentiras de papel».
Tras un parón de dos años sin novedades musicales, Bravo regresó a la música, esta vez como artista independiente tras su desconexión con Universal Music, regresando en julio de 2020 con su primer sencillo en solitario, «Cuando tú te vas». En septiembre de ese mismo año publicó junto a Raoul Vázquez, compañero también de Operación Triunfo, el sencillo «Pídeme» que llegó a ser el primer lugar en las listas de iTunes España y en Amazon Music.
En agosto de 2022, tras otros dos años de parón musical, Bravo regresaba, esta vez de la mano de la discográfica Air Music Group, a la música con nuevos proyectos, publicando el 18 de septiembre, su EP Mireya Bravo - Live Sessions, donde versiona su sencillo «Cuando tú te vas» en versión acústica, y el sencillo de India Martínez, «A mí no me hables»
En febrero de 2023, de la mano de Air Music Group, Bravo publicaba el primer sencillo de su nueva etapa, «Indestructible». Ese mismo año, en julio, publica su nuevo sencillo, «Solo respira», con el cual anuncia la llegada de un nuevo álbum en 2024. Además, el 4 de agosto, en Alhaurín de la Torre comenzará su gira musical veraniega. El 24 de noviembre de 2023, la malagueña anuncia la publicación de su nuevo sencillo «Diez mil motivos» que presentó al Benidorm Fest 2024, será publicado el 1 de diciembre de 2023

## Discografía

### Álbumes de estudio
| Año  | Título           | Listas | Discográfica      |
| ---- | ---------------- | ------ | ----------------- |
| 2018 | Tu reflejo       | 2      | Pep's Music Group |
| 2024 | Álbum sin título | -      | Air Music Group   |

### EP
| Año  | Título                       | Tipo            |
| ---- | ---------------------------- | --------------- |
| 2022 | Mireya Bravo - Live Sessions | Air Music Group |

### Sencillos
| Año  | Título              | Tipo                  | Disco            |
| ---- | ------------------- | --------------------- | ---------------- |
| 2018 | «Corazón vendío»    | Sencillo              | Tu reflejo       |
| 2018 | «Mentiras de papel» | Sencillo              | Tu reflejo       |
| 2020 | «Cuando tú te vas»  | Sencillo              | Álbum sin título |
| 2020 | «Pídeme»            | Dúo con Raoul Vázquez | Álbum sin título |
| 2023 | «Indestructible»    | Sencillo              | Álbum sin título |
| 2023 | «Solo respira»      | Sencillo              | Álbum sin título |
| 2023 | «Diez mil motivos»  | Sencillo              | Álbum sin título |

### Colaboraciones
| Año  | Título         | Artista invitado |
| ---- | -------------- | ---------------- |
| 2018 | «Te amaré»     | José María Ruiz  |
| 2019 | «Descontrolar» | Borja Rubio      |
| 2020 | «Pídeme»       | Raoul Vázquez    |

## Programas de televisión
| Año       |                               | Programa               | Notas        |
| --------- | ----------------------------- | ---------------------- | ------------ |
| 2014-2015 | Canal Sur                     | Se llama copla         | Concursante  |
| 2017-2018 | La 1                          | Operación Triunfo 2017 | Concursante  |
| 2020      | Canal Sur                     | La tarde, aquí y ahora | Participante |
| 2020      | Castilla-La Mancha Televisión | Estando contigo        | Invitada     |
| 2022      | Canal Sur                     | Somos música           | Invitada     |
| 2023      | Castilla-La Mancha Televisión | Estando contigo        | Invitada     |
|           | Canal Sur                     | Hoy en día             | Invitada     |
|           | Podimo                        | Querido hater          | Participante |
|           | Canal Sur                     | EnREDa2                | Participante |
|           | Canal Sur                     | La tarde, aquí y ahora | Invitada     |
|           | Telecinco                     | Fiesta                 | Invitada     |